# Rory Palmer
Rory Palmer, né le 19 novembre 1981 à Worksop, est un homme politique britannique. Membre du Parti travailliste, il est député européen de 2017 à 2020.

## Biographie
Rory Palmer étudie les politiques sociales à l'université d'York.
En mai 2007, il est élu conseiller municipal de Leicester pour le Parti travailliste. En 2011, il est nommé adjoint du maire Peter Soulsby.
En 2010, dans le cadre des élections générales, il est candidat dans la circonscription de Bosworth mais n'est pas élu.
Quatre ans plus tard, il est candidat pour le Parti travailliste aux élections européennes de 2014 dans la circonscription des East Midlands. Il figure en deuxième position sur la liste du parti, derrière l'eurodéputée sortante Glenis Willmott, mais n'est pas élu.
En octobre 2017, il intègre le Parlement européen en remplaçant Glenis Willmott, démissionnaire.